# Braakman
Il Braakman è un'ex-baia nei Paesi Bassi, già facente parte della foce della Schelda occidentale, nella Zelanda, in prossimità dei villaggi di Biervliet e Hoek, nella municipalità di Terneuzen.

## Storia
Il Braakman si formò nel 1375 a causa di una inondazione e si ampliò per una serie di altre inondazioni succedutesi tra il XIV e il XV secolo, in particolare quelle del 1404 e del 1421. A causa di queste e altre inondazioni, sia antecedenti che successive, che si susseguirono nella stessa zona, tra il XIII e il XVII secolo, una quindicina di villaggi e l'isola di Wulpen furono spazzati via.
Nel tempo, il Braakman formò una barriera naturale tra la parte orientale e la parte occidentale delle Fiandre zelandesi, offrendo un accesso ai porti di Assenede, Philippine, Axel e Sas van Gent. 
A partire dal XIX secolo e fino agli inizi del XX sulle due sponde del Braakman furono bonificati attraverso il prosciugamento di polder una superficie di circa 3000 ettari. Questo fu possibile anche grazie, oltre al pompaggio delle acque, alla costruzione, nel 1920, di una diga.

### La chiusura
Nell'estate del 1952 il Braakman fu completamente chiuso, riducendo la linea di costa da 28 km a 2,7 km. Durante l'Inondazione causata dal mare del Nord nel 1953 la diga resistette impedendo alle acque di inondare le campagne circostanti.

### Il polder
Successivamente, altri territori furono bonificati. Fu creato uno dei più giovani polder della Zelanda, il polder Braakman avente una superficie di 1525 ettari. Una grande porzione dell'area, circa 910 ettari è stata utilizzata per l'agricoltura, ma, l'obiettivo principale della creazione del polder, è stato l'accorciamento della costa. Circa 410 ettari, composti da terreni sabbiosi, sono stati lasciati ad ambiente naturale e area ricreativa. Altri 205 ettari sono stati lasciati come acque ed è ciò che rimane oggi della baia. L'imboccatura della baia, rimasta fuori dalle bonifiche, è stata trasformata in un porto, il Braakmanhaven a servizio delle industrie locali.

## La riserva naturale
Tra il 1954 e il 1957 sono stati piantati 200 ettari a bosco. Qualche anno più tardi, furono piantati 300 ettari aggiuntivi di bosco. L'area presenta une grande varietà di alberi, di prati e di stagni. Sono inoltre presenti sentieri per trekking e piste ciclabili. La parte più antica è situata a sud del polder. La parte settentrionale è invece più recente, ed è sistemato ad ambiente naturale e destinato a riserva naturale. A partire dal 2011 una fattoria è stata destinata all'accoglienza dei visitatori.
Le specie vegetali presenti nella zona sono in dettaglio: la parnassia, il salice rampante, elleborina palustre, orchide incarnata in diverse sottospecie e la listera. Gli uccelli comuni nell'area sono: l'allodola, la pispola, la cutrettola, la marzaiola, la moretta, la pittima reale, la pavoncella e la pettegola.